# Marcia Higgs
Pour les articles homonymes, voir Higgs.
Marcia Higgs est une chanteuse jamaïcaine. Elle est la fille de Joe Higgs, un des pères du reggae.

## Discographie
- Each One Teach One (Groundation avec Ras Michael et Marcia Higgs)
- Roots Combination (Joe et Marcia Higgs)